# Rationalisierte Planck-Einheiten
Die rationalisierten Planck-Einheiten bilden ein Einheitensystem, das eng mit den Planck-Einheiten verwandt ist.
Der Unterschied ist, dass nicht dieselben Naturkonstanten den Zahlenwert 1 annehmen.
In den originalen Planck-Einheiten gilt: {\displaystyle c=\hbar =G=k_{B}=k_{C}=1}.
In den rationalisierten Planck-Einheiten gilt: {\displaystyle c=\hbar =k_{B}=1} und {\displaystyle G=k_{C}={\frac {1}{4\pi }}}.
Während mit den Planck-Einheiten das Umrechnen von physikalischen Größen im Bereich der Relativitätstheorie einfach ist, ist mit den rationalisierten Planck-Einheiten das Umrechnen von Größen in der Elektrodynamik einfacher.

## Gleichungen im Vergleich mit anderen Einheitssystemen
Wie bei allen rationalisierten Einheiten fallen bei den rationalisierten Planck-Einheiten in den Maxwell-Gleichungen die {\displaystyle 4\pi }-Faktoren weg. Bei den rationalisierten Planck-Einheiten fallen zudem alle {\displaystyle c} weg beziehungsweise nehmen den Zahlenwert {\displaystyle 1} an.
| Maxwell-Gleichungen                | Maxwell-Gleichungen                                                                                              | Maxwell-Gleichungen                                                                             | Maxwell-Gleichungen                                                                             | Maxwell-Gleichungen                                                                             | Maxwell-Gleichungen                                                                             |
| Name                               | Formel | Konstante K (bzw. {\displaystyle K_{a}}, {\displaystyle K_{b}}) in folgenden Einheitensystemen: | Konstante K (bzw. {\displaystyle K_{a}}, {\displaystyle K_{b}}) in folgenden Einheitensystemen: | Konstante K (bzw. {\displaystyle K_{a}}, {\displaystyle K_{b}}) in folgenden Einheitensystemen: | Konstante K (bzw. {\displaystyle K_{a}}, {\displaystyle K_{b}}) in folgenden Einheitensystemen: |
| Name                               | Formel | SI                                                                                              | Planck-Einheiten                                                                                | Rationalisierte Planck-Einheiten                                                                | Heaviside-Lorentz                                                                               |
| ---------------------------------- | --- | ----------------------------------------------------------------------------------------------- | ----------------------------------------------------------------------------------------------- | ----------------------------------------------------------------------------------------------- | ----------------------------------------------------------------------------------------------- |
| Gaußsches Gesetz                   | {\displaystyle {\vec {\nabla }}\cdot {\vec {E}}=K\rho }                                                          | {\displaystyle {\frac {1}{\varepsilon _{0}}}}                                                   | {\displaystyle 4\pi }                                                                           | {\displaystyle 1}                                                                               | {\displaystyle 1}                                                                               |
| Gaußsches Gesetz für Magnetfelder  | {\displaystyle {\vec {\nabla }}\cdot {\vec {B}}=0}                                                               | -                                                                                               | -                                                                                               | -                                                                                               | -                                                                                               |
| Induktionsgesetz                   | {\displaystyle {\vec {\nabla }}\times {\vec {E}}=-K{\frac {\partial {\vec {B}}}{\partial t}}}                    | {\displaystyle 1}                                                                               | {\displaystyle 1}                                                                               | {\displaystyle 1}                                                                               | {\displaystyle c^{-1}}                                                                          |
| Durchflutungsgesetz                | {\displaystyle {\vec {\nabla }}\times {\vec {B}}=K_{a}{\vec {J}}+K_{b}{\frac {\partial {\vec {E}}}{\partial t}}} | {\displaystyle \mu _{0}}, {\displaystyle c^{-2}}                                                | {\displaystyle 4\pi }, {\displaystyle 1}                                                        | {\displaystyle 1}, {\displaystyle 1}                                                            | {\displaystyle c^{-1}}, {\displaystyle c^{-1}}                                                  |
| Kraftgleichungen                   | |                                                                                                 |                                                                                                 |                                                                                                 |                                                                                                 |
| Coulombsches-Gesetz                | {\displaystyle K_{C}{\frac {q_{1}q_{2}}{r^{2}}}}                                                                 | {\displaystyle {\frac {1}{4\pi \varepsilon _{0}}}}                                              | {\displaystyle 1}                                                                               | {\displaystyle {\frac {1}{4\pi }}}                                                              | {\displaystyle {\frac {1}{4\pi }}}                                                              |
| Newtonsches Gravitationsgesetz     | {\displaystyle K_{N}{\frac {m_{1}m_{2}}{r^{2}}}}                                                                 | {\displaystyle G}                                                                               | {\displaystyle 1}                                                                               | {\displaystyle {\frac {1}{4\pi }}}                                                              | {\displaystyle G}                                                                               |
| Berechnungen elektrischer Bauteile | |                                                                                                 |                                                                                                 |                                                                                                 |                                                                                                 |
| Widerstand                         | {\displaystyle R=\rho {\frac {l}{A}}}                                                                            | -                                                                                               | -                                                                                               | -                                                                                               | -                                                                                               |
| Scheiben-Kondensator               | {\displaystyle C=K\varepsilon _{r}{\frac {A}{l}}}                                                                | {\displaystyle \varepsilon _{0}}                                                                | {\displaystyle {\frac {1}{4\pi }}}                                                              | {\displaystyle 1}                                                                               | {\displaystyle 1}                                                                               |
| Zylinder-Spule                     | {\displaystyle L=K\mu _{r}{\frac {N^{2}A}{l}}}                                                                   | {\displaystyle \mu _{0}}                                                                        | {\displaystyle 4\pi }                                                                           | {\displaystyle 1}                                                                               | {\displaystyle 1}                                                                               |

## Definition
Die rationalisierten Planck-Einheiten werden durch folgende Naturkonstanten definiert:
| Konstante                   | Symbol                           | Dimension                                | Größe in SI-Einheiten        |
| --------------------------- | -------------------------------- | ---------------------------------------- | ---------------------------- |
| Lichtgeschwindigkeit        | {\displaystyle c}                | {\displaystyle LT^{-1}}                  | 2.99792 · 108 ms−1           |
| Gravitationskonstante       | {\displaystyle G}                | {\displaystyle L^{3}M^{-1}T^{-2}}        | 6.67430 · 10−11 m3 kg−1 s−2  |
| Reduzierte Planck-Konstante | {\displaystyle \hbar }           | {\displaystyle L^{2}MT^{-1}}             | 1.05457 · 10−34 J s          |
| Elektrische Feldkonstante   | {\displaystyle \varepsilon _{0}} | {\displaystyle Q^{2}T^{2}M^{-1}L^{-3}}   | 8.85419 · 109 C2 s2 kg−1 m−3 |
| Boltzmann-Konstante         | {\displaystyle k_{B}}            | {\displaystyle L^{2}M\Theta ^{-1}T^{-2}} | 1,38065 · 10−23 J k−1        |

### Basisgrößen
Durch die Dimensionsbetrachtung dieser Konstanten lassen sich die Basisgrößen berechnen:
| Name                 | Größe      | Dimension               | Term                                                                   | Wert in SI-Einheiten |
| -------------------- | ---------- | ----------------------- | ---------------------------------------------------------------------- | -------------------- |
| Rationale Masse      | Masse      | {\displaystyle M}       | {\displaystyle m_{R}={\sqrt {\frac {\hbar c}{(4\pi G)}}}}              | 6.1396166 · 10−9 kg  |
| Rationale Länge      | Länge      | {\displaystyle L}       | {\displaystyle l_{R}={\sqrt {\frac {(4\pi G)\hbar }{c^{3}}}}}          | 5.7294657 · 10−35 m  |
| Rationale Zeit       | Zeit       | {\displaystyle T}       | {\displaystyle t_{R}={\sqrt {\frac {(4\pi G)\hbar }{c^{5}}}}}          | 1.9111441 · 10−43 s  |
| Rationale Ladung     | Ladung     | {\displaystyle Q}       | {\displaystyle q_{R}={\sqrt {\hbar c\varepsilon _{0}}}}                | 5.2908176 · 10−19 C  |
| Rationale Temperatur | Temperatur | {\displaystyle \Theta } | {\displaystyle T_{R}={\sqrt {\frac {\hbar c^{5}}{(4\pi G)k_{B}^{2}}}}} | 3.9966750 · 1031 K   |

### Abgeleitete Größen
Aus den Basisgrößen lassen sich alle anderen Größen berechnen:
| Name                              | Größe                   | Dimension                                      | Term | Wert in SI-Einheiten    |
| Mechanische Einheiten             | Mechanische Einheiten   | Mechanische Einheiten                          | Mechanische Einheiten                                                                                        | Mechanische Einheiten   |
| --------------------------------- | ----------------------- | ---------------------------------------------- | --- | ----------------------- |
| Rationale Fläche                  | Fläche                  | {\displaystyle L^{2}}                          | {\displaystyle A_{R}=l_{R}^{2}={\frac {(4\pi G)\hbar }{c^{3}}}}                                              | 3.2826778 · 10−69 m2    |
| Rationales Volumen                | Volumen                 | {\displaystyle L^{3}}                          | {\displaystyle V_{R}=l_{R}^{3}=\left({\sqrt {\frac {(4\pi G)\hbar }{c^{3}}}}\right)^{3}}                     | 1.8807990 · 10−103 m3   |
| Rationale Dichte                  | Dichte                  | {\displaystyle {\frac {M}{L^{3}}}}             | {\displaystyle d_{R}={\frac {m_{R}}{V_{R}}}={\frac {c^{5}}{(4\pi G)^{2}\hbar }}}                             | 3.2643661 · 1094 kg m−3 |
| Rationale Frequenz                | Frequenz                | {\displaystyle {\frac {1}{T}}}                 | {\displaystyle f_{R}={\frac {1}{t_{R}}}={\sqrt {\frac {c^{5}}{(4\pi G)\hbar }}}}                             | 5.2324679 · 1042 Hz     |
| Lichtgeschwindigkeit              | Geschwindigkeit         | {\displaystyle {\frac {L}{T}}}                 | {\displaystyle v_{R}={\frac {l_{R}}{t_{r}}}=c}                                                               | 2.9979246 · 108 m s−1   |
| Rationale Beschleunigung          | Beschleunigung          | {\displaystyle {\frac {L}{T^{2}}}}             | {\displaystyle a_{R}={\frac {v_{R}}{t_{R}}}={\sqrt {\frac {c^{7}}{(4\pi G)\hbar }}}}                         | 1.56868×1051 m s−2      |
| Rationale Kraft                   | Kraft                   | {\displaystyle {\frac {ML}{T^{2}}}}            | {\displaystyle F_{R}={\frac {m_{R}l_{R}}{t_{R}^{2}}}={\frac {c^{4}}{4\pi G}}}                                | 9.6309366 · 1042 N      |
| Rationale Energie                 | Energie                 | {\displaystyle {\frac {L^{2}M}{T^{2}}}}        | {\displaystyle E_{R}=m_{R}v_{R}={\sqrt {\frac {\hbar c^{5}}{4\pi G}}}}                                       | 5.5180121 · 108 J       |
| Rationale Leistung                | Leistung                | {\displaystyle {\frac {L^{2}M}{T^{3}}}}        | {\displaystyle P_{R}={\frac {E_{R}}{t_{R}}}={\frac {c^{5}}{4\pi G}}}                                         | 2.8872822 · 1051 W      |
| Rationaler Druck                  | Druck                   | {\displaystyle {\frac {M}{LT^{2}}}}            | {\displaystyle \Pi _{R}={\frac {F_{R}}{A_{R}}}={\frac {c^{7}}{(4\pi G)^{2}\hbar }}}                          | 2.93404 · 10111 Pa      |
| Elektromagnetische Einheiten      |                         |                                                | |                         |
| Rationaler elektrischer Strom     | Elektrischer Strom      | {\displaystyle {\frac {Q}{T}}}                 | {\displaystyle i_{R}={\frac {q_{R}}{t_{R}}}={\sqrt {\frac {c^{6}\varepsilon _{0}}{4\pi G}}}}                 | 2.76840312 · 1024 A     |
| Rationales elektrisches Potential | Elektrisches Potential  | {\displaystyle {\frac {L^{2}M}{QT^{2}}}}       | {\displaystyle U_{R}={\frac {P_{R}}{i_{R}}}={\sqrt {\frac {c^{4}}{(4\pi G)\varepsilon _{0}}}}}               | 1.04294138 · 1027 V     |
| Impedanz des Vakuums              | Elektrischer Widerstand | {\displaystyle {\frac {L^{2}M}{TQ^{2}}}}       | {\displaystyle Z_{R}={\frac {U_{R}}{i_{R}}}=Z_{0}}                                                           | 3.7673031 · 102 Ω       |
| Rationale Kapazität               | Kapazität               | {\displaystyle {\frac {T^{2}Q^{2}}{ML^{2}}}}   | {\displaystyle C_{R}={\frac {q_{R}}{U_{R}}}={\sqrt {\frac {(4\pi G)\hbar \varepsilon _{0}^{2}}{c^{3}}}}}     | 5.0729766 · 10−46 F     |
| Rationale Induktivität            | Induktivität            | {\displaystyle {\frac {L^{2}M}{Q^{2}}}}        | {\displaystyle L_{R}=Z_{R}\cdot t_{R}={\sqrt {\frac {(4\pi G)\hbar }{c^{7}\varepsilon _{0}^{2}}}}}           | 7.1998591 · 10−41 H     |
| Rationaler magnetischer Fluss     | Magnetischer Fluss      | {\displaystyle {\frac {L^{2}M}{TQ}}}           | {\displaystyle \Psi _{R}=U_{R}\cdot t_{R}={\sqrt {\frac {\hbar }{c\varepsilon _{0}}}}}                       | 1.9932114 · 10−16 Wb    |
| Rationale magnetische Flussdichte | Magnetische Flussdichte | {\displaystyle {\frac {M}{TQ}}}                | {\displaystyle B_{R}={\frac {\Psi }{A_{R}^{2}}}={\sqrt {\frac {c^{5}}{(4\pi G)^{2}\hbar \varepsilon _{0}}}}} | 6.07208 · 1052 T        |
| Thermische Einheiten              |                         |                                                | |                         |
| Rationale Wärmekapazität          | Wärmekapazität          | {\displaystyle {\frac {L^{2}M}{T^{2}\Theta }}} | {\displaystyle \Gamma _{R}={\frac {E_{R}}{T_{R}}}=k_{B}}                                                     | 1,3806490 · 10−23 J K−1 |
| Rationaler Wärmewiderstand        | Wärmewiderstand         | {\displaystyle {\frac {T^{3}\Theta }{L^{2}M}}} | {\displaystyle R_{R}={\frac {T_{R}}{P_{R}}}={\sqrt {\frac {(4\pi G)\hbar }{c^{5}k_{B}^{2}}}}}                | 1.3842346 · 10−20 W K−1 |

## Werte physikalischer Zahlen
| Physikalische Zahl                   | Wert                   |
| Eigenschaften der Erde               | Eigenschaften der Erde |
| ------------------------------------ | ---------------------- |
| Tag                                  | 4.52086 · 1047 tR      |
| Jahr                                 | 1.65127 · 1050 tR      |
| Alter                                | 7.49677 · 1059 tR      |
| Masse                                | 9.72741 · 1032 mR      |
| Fallbeschleunigung                   | 6.25153 · 10−51 aR     |
| Volumen                              | 5.75931 · 10123 VR     |
| Äquatorradius                        | 1.11321 · 1041 lR      |
| Normalatmosphäre                     | 3.45342 · 10−107 ΠR    |
| Oberflächentemperatur                | 7.20598 · 10−30 TR     |
| Eigenschaften von Wasser             |                        |
| Schmelzpunkt bei Normaldruck         | 6.83456 · 10−30 TR     |
| Siedepunkt bei Normaldruck           | 9.33651 · 10−30 TR     |
| Temperatur beim Tripelpunkt          | 6.83468 · 10−30 TR     |
| Druck beim Tripelpunkt               | 2.08469 · 10−112 ΠR    |
| Temperatur beim kritischen Punkt     | 1.61910 · 10−29 TR     |
| Druck beim kritischen Punkt          | 7.52001 · 10−110 ΠR    |
| Eigenschaften von Elementarteilchen  |                        |
| Elementarladung                      | 3.02822 · 10−1 qR      |
| Elektronenmasse                      | 1.48371 · 10−22 mR     |
| Protonenmasse                        | 2.72431 · 10−19 mR     |
| Neutronenmasse                       | 2.72807 · 10−19 mR     |
| Compton-Wellenlänge von Elektronen   | 4.23479 · 1022 lR      |
| Compton-Wellenlänge von Protonen     | 2.30634 · 1019 lR      |
| Compton-Wellenlänge von Neutronen    | 2.30316 · 1019 lR      |
| Eigenschaften verschiedener Elemente |                        |
| Bohrscher Radius                     | 9.23607 · 1023 lR      |
| Kovalenter Radius von Wasserstoff    | 5.41062 · 1023 lR      |
| Van-der-Waals-Radius von Wasserstoff | 2.09443 · 1024 lR      |
| Atomare Masseinheit                  | 2.70463 · 10−19 mR     |
| Masse von 1H                         | 2.72626 · 10−19 mR     |
| Mittlere Lebensdauer eines Neutrons  | 4.60561 · 10−45 tR     |
| Halbwertszeit von 3H                 | 2.03433 * 1051 tR      |
| Halbwertszeit von 8B                 | 3.51726 * 1026 tR      |